# 磯女
磯女（いそおんな）は、九州各地に広く伝わる女の妖怪。その名が示すように、沿岸地方に現れるという。

## 概要
外見は、上半身は人間の美女に近いが、下半身は幽霊のようにぼやけている、龍やヘビのようになっている、常人と変わりないなどの説があり、背後から見るとただの岩にしか見えないともいわれる。
長崎県南高来郡西郷（現・南島原市）の伝承では、長い黒髪の磯女が砂浜に現れて沖合いをじっと見つめており、それを見た者が声をかけようとすると、鼓膜を突き刺すような鋭い声で叫び、長い髪がその者にまとわりつき、毛を伝って生き血を吸うという。
熊本県天草市での言い伝えでは、船が港に泊まっているとき、夜中に磯女が艫綱を伝って船に忍び込み、船中で眠っている人に髪の毛をかぶせ、その毛で血を吸って死に至らしめるという。そのため船が知らぬ土地で碇泊するときは、艫綱をとらずに錨だけ下ろしておくという風習がある。島原半島でも碇泊時の同様の風習のほか、漁師の家の苫の茅を3本、着物の上に乗せて寝ると磯女に襲われずに済むいう謂れがあった。北九州の漁村の伝承では、磯女はカニが化けたものなので、カニのようにどこにでもよじ登るのだという。また、磯女を避けるために艫綱を使わないという伝承から、磯女は綱を伝うことはできても海を泳ぐことはできないという説もあるが、福岡県東北の海岸では磯女が水上を歩いていたという伝承もある。
熊本県の御所浦島では磯女は姿を変えることができるともいわれ、白髪の老人の姿となった磯女が漁師に昼飯をねだったという話がある。
長崎県北松浦郡小値賀町では、磯女の正体は水死者といわれ、凪の日に船頭の前に現れ、海の中にある魂を陸に帰してくれるよう頼むという。
また、長崎県五島列島の北部宇久島に、磯女が現れるといわれる。
磯女の名は九州西部（長崎県、熊本県など）で呼ばれているもので、土地によっては磯女子（いそおなご）、海女、海姫、海女房、濡女子、濡女などの別名もある。

## 類話

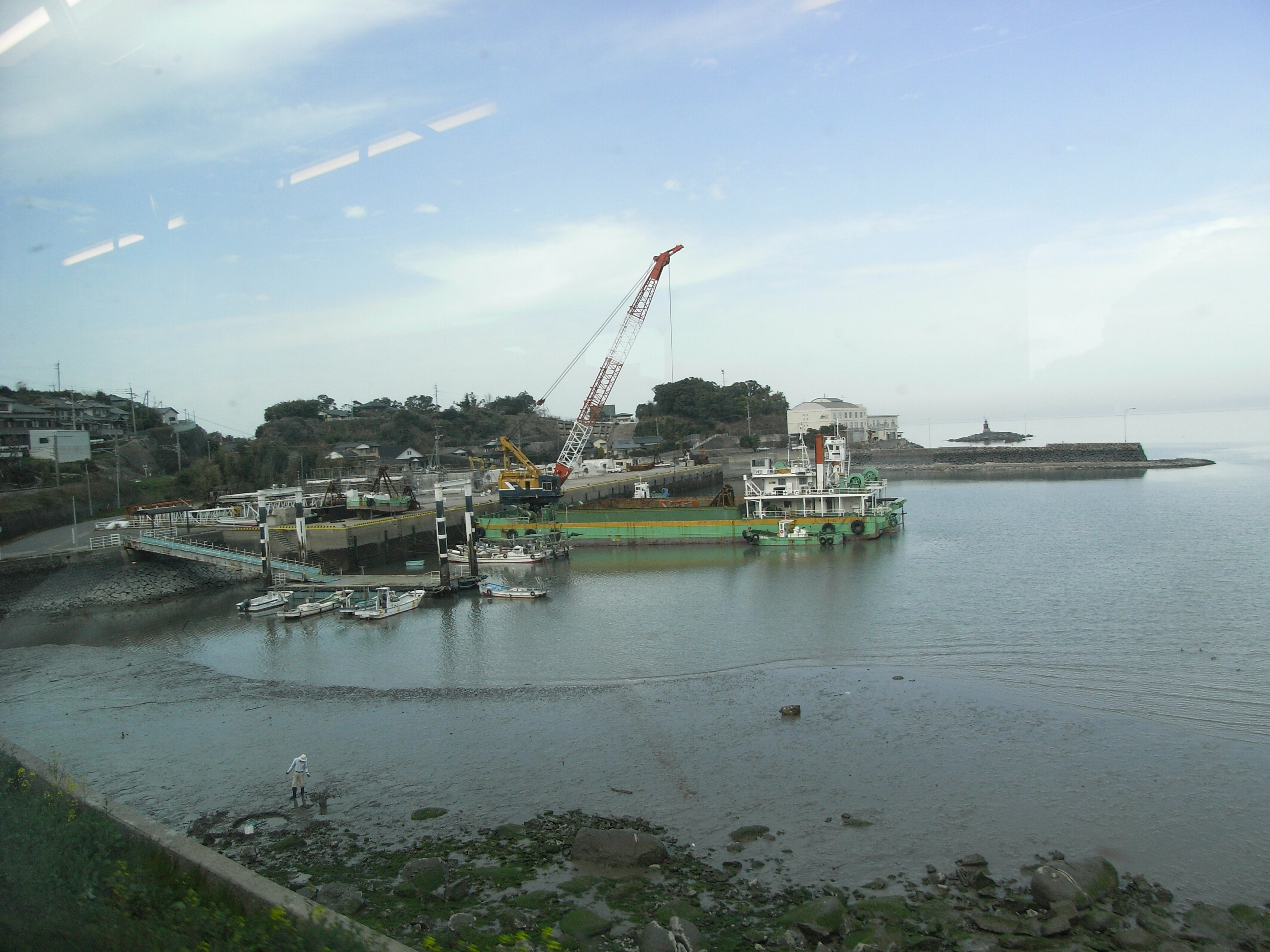
磯女・ヨロヅナセノの伝わる有明海

長崎の千々岩海や有明海では磯女を「ヨロヅナセノ」と呼び、以下のような話がある。
ある漁村では大晦日と盆の17日には漁を休む風習があったが、1人の男がそれにそむいて海へ漁に出た。たくさんの獲物がとれたので帰ろうとしたところ、耳をつんざく恐ろしい叫び声で男の鼓膜が破れ、灯りが消えた。そして暗闇で何者かが近づき、風習にそむいたことを責めて男の顔を殴りつけた。男はようやく逃げ帰ったものの、そのまま死んでしまったという。
鹿児島県出水郡長島町では、磯にいる美女の妖怪「磯姫（いそひめ）」が人間を襲って血を吸うが、磯姫の姿を目にしただけでも死んでしまう。たとえすぐに顔を背けても、一目でも目にしたが最後、すぐに死んでしまうといわれている。
佐賀県東唐津では、鎮西町加唐島には「ダキ」が出るため、碇を下ろすだけで艫綱はつけないという伝承がある。東唐津の漁師が、島の海岸で火を焚いていると、見知らぬ女が「魚をくれ」と言って近づいてきたが、様子が変だと思った漁師は、船にはない魚を取りに子供を遣り、子供が「ない」と言って戻ってくると、自分も探す振りをして船に戻った。乗り込むが早いか、漁師が艫綱も碇綱も切って沖に逃げると、女は「えい、命を取りそこねた」と言って口惜しがったと言われる。
石川県江沼郡橋立町（現・加賀市）では、浜に「浜姫（はまひめ）」といわれるものがおり、気味が悪いほどの美女だが、この浜姫に見られたものは影を飲まれて死んでしまうという。